# Алфредо Бонано
Алфредо Бонано (Катания, 1937) е известен италиански анархист, автор на многобройни статии и книги.

## Биография
Бонано е роден в Катания, Италия. Алфредо Бонано е бил осъден на 18 месеца затвор за неговото есе „Въоръжено щастие“ през 1970-те. През 2003 г. е осъден на шест години за въоръжен грабеж и други престъпления, когато е бил идеологически лидер на въоръжена група.